# Hey Mama (песен на Кание Уест)
Вижте пояснителната страница за други значения на Hey Mama.
Hey Mama е песен на американския хип-хоп изпълнител Кание Уест.
Издадена е като шестнадесетата песен в списъка на втория си студиен албум „Late Registration“. Въпреки че се появи в албума си през 2005, тя се е показала на неофициалната компилация "Freshmen Adjustment" през 2004 г.

## История
Уест сподели през 2003, че първата версия на песента е първо записана през 2000 г., и че е я ''запазил'' за вторият му албум Late Registration.
Песента е балада, посветена на майката на Запада, Донда Уест, описваща неговата обич и признателност за това, че тя го е вдигнала сред личните трудности и внушава ценностите си в него. След като майка му почина поради усложнения от сърдечен удар на 10 ноември 2007 г., Уест използва песента като почит на покойната си майка, най-вече по време на всичките си концерти в турнето „Glow in the Dark“. На 17 ноември 2007 г. в „Le Zenith“ в Париж, по време на първото си публично представление след смъртта на майка му преди седмица, Уест се заливал в сълзи, докато се опитвал да изпълни песента. На 11 февруари 2008 г. West изпълни песента на 50-те Грами награди. Той завършва сериала си на фестивала за музика и изкуства в Coachella Valley през 2011, като изпълнява песента.

## Позиции в класации
Въпреки липсата на физическо отделно издание „Hey Mama“ успява да влезе в класациите в Северна Америка. В САЩ песента влиза в Billboard Bubbling Under R & B / Hip-Hop Singles на номер 9 за издаването от 24 ноември 2007 г. Няколко месеца по-късно, по въпроса от 1 март 2008 г., „Hey Mama“ се появява в класацията за горещите канадски цифрови сингли в шестата четвърта позиция.